# Miscophus albufeirae
Miscophus albufeirae é uma espécie de insetos himenópteros, mais especificamente de vespas pertencente à família Crabronidae.
A autoridade científica da espécie é de Andrade, tendo sido descrita no ano de 1952.
Trata-se de uma espécie presente no território português.